# Тетраметилсилан
Тетраметилсилан — органическое соединение, 
алкилпроизводное моносилана
с формулой (CH3)4Si, 
бесцветная жидкость.

## Получение
- По реакции Гриньяра между хлоридом кремния(IV) и метилмагнийбромида:

{\displaystyle {\mathsf {SiCl_{4}+4CH_{3}MgBr\ {\xrightarrow {}}\ (CH_{3})_{4}Si+2MgCl_{2}+2MgBr_{2}}}}

## Физические свойства
Тетраметилсилан образует бесцветную жидкость.
Не растворяется в воде, 
растворяется в эфире и большинстве органических растворителей.

## Применение
Тетраметилсилан является общепринятым внутренним стандартом химического сдвига для протонной ЯМР-спектроскопии.